# Hadsund Syd Station
Hadsund Syd Station i bebyggelsen Hadsund Syd på sydsiden af Mariager Fjord blev åbnet som jernbanestation 10. oktober 1883. Den var endestation for den samtidigt åbnede privatbane Randers-Hadsund Jernbane (RHJ), som også havde en tosporet remise her. Stationen blev kort kaldt Hadsund Station, men navnet blev senere ændret til Søndre Hadsund Station, og fra 1. december 1900 hed den Hadsund Syd Station.
Efter indvielsen af Hadsundbroen 19. december 1904 fortsatte nogle af Aalborg-Hadsund Jernbanes tog over broen fra Hadsund Nord Station til Hadsund Syd. Efter Hadsundbroens ombygning i 1927 blev det i stedet RHJ, der fra sommerkøreplanen 1928 videreførte alle sine tog over broen til Hadsund Nord Station. Hadsund Syd Stations betydning aftog derefter, og fra 1940 til nedlæggelsen af Randers-Hadsund Jernbane 31. marts 1969 var Hadsund Syd et ubetjent trinbræt med sidespor og et beskedent læskur af træ.
Såvel stationsbygningen som dele af remisen eksisterer stadig og blev 2020 lavet om til kontorfællesskabet Ved Banen Erhverv, hvor stationsbygningen benyttes som kontorbygningen for den 5000 m2 store bygningen.

## Stationsbygningens anvendelse
| År        | Anvendelse               |
| --------- | ------------------------ |
| 1883-1940 | Randers-Hadsund Jernbane |
| 1940-1976 | Privat bolig             |
| 1976-1994 | Implast                  |
| 2000-2017 | Rikki Tikki Company      |
| 2020-     | Ved Banen Erhverv        |

## Galleri
- Hadsund Syd Station i 1960.
- Hadsund Syd Station i 1925.
- Personalet på Hadsund Syd Station i 1925.
- Porthullerne i remisen ses tydeligt. til højre ses den gamle dør. Bygningen er i dag bygget sammen men en masse andre bygninger.
- Det gamle varehus eksistere også.